# Lophoturus hesperius
Lophoturus hesperius är en mångfotingart som först beskrevs av Condè och Terver 1963.  Lophoturus hesperius ingår i släktet Lophoturus och familjen Lophoproctidae. Inga underarter finns listade i Catalogue of Life.